# Bilady, Bilady, Bilady
Bilādy, Bilādy, Bilādy (tiếng Ả Rập: بلادى، بلادى، بلادى) là quốc ca của Ai Cập, được công nhận chính thức vào năm 1979.

## Lời

### Tiếng Ả Rập
| Chữ Ả Rập | Chuyển tự | Chuyển tự IPA |
| كورال: بلادي بلادي بلادي لك حبي وفؤادي بلادي بلادي بلادي لك حبي وفؤادي ١ مصر يا أم البلاد أنت غايتي والمراد وعلى كل العباد كم لنيلك من أيادي كورال ٢ مصر أنت اغلى درة فوق جبين الدهر غرة يا بلادي عيشي حرة واسلمي رغم الأعادي كورال ٣ مصر أولادك كرام أوفياء يرعوا الزمام نحن حرب وسلام و فداكي يا بلادي كورال | Kural: Bilādī, bilādī, bilādī Laki ḥubbī wa-fūʾādī Bilādī, bilādī, bilādī Laki ḥubbī wa-fūʾādī I Maṣri yā ummi l-bilād ʾĀnti gāyty wa-l-murād Wa-ʿalā kul li-l-ʿabād Kam li-Nīlik min ʾāyādī Kurâl II Maṣri ʾanti ʾāglā durrah Fawqi jibīn ad-dahr gurrah Yā bilādī ʿāyshī ḥurrah Wa-aslamī ragam al-ʾaʿādī Kurâl III Maṣri ʾawlādik kirām ʾAwfiyāʾ yarʿū z-zimām Naḥnu ḥarbun wa-salām Wa-fidākī yā bilādī. Kurâl | [kuː.rɑːl] [bɪ.læː.diː bɪ.læː.diː bɪ.læː.diː] [læ.kɪ ħʊb.biː wɑ.fu.ʔæː.diː] [bɪ.læː.diː bɪ.læː.diː bɪ.læː.diː] [læ.kɪ ħʊb.biː wɑ.fu.ʔæː.diː] 1 [mɑsˤr jæː ʔʊm.mɪ‿l.bɪ.læːd] [ʔæn.tɪ ɣɑː.jæ.tiː wɑ‿l.mʊ.rɑːd] [wɑ ʕɑ.læː kʊl.lɪ‿l.ʕɪ.bæːd] [kæm lɪ niːlɪk(.ɪ) mɪn ʔæ.jæː.diː] [kuː.rɑːl] 2 [mɑsˤr ʔæn.ti ʔæɣ.læː dʊr.rɑ] [fɑw.qɪː (ɡɪ.)biːnɪ‿d.dɑhri ɣʊr.rɑ] [jæː bɪ.læː.diː ʕɪː.ʃɪː ħʊr.rɑ] [wæ‿s.læ.miː rɑɣ.mæ‿l.ʔæ.ʕæː.diː] [kuː.rɑːl] 3 [mɑsˤr ʔɑw.læː.dɪk kɪ.rɑːm] [ʔɑw.fɪ.jæːʔ jær.ʕʊː‿z.zɪ.mæːm] [nɑħ.nʊ ħɑr.bʊn wæ sæ.læːm] [wæ fɪ.dæː.kiː jæː bɪ.læː.diː] [kuː.rɑːl] |

### Dịch sangtiếng Việt
Điệp khúc:
Ôi quê hương tôi, ôi quê hương tôi, ôi quê hương tôi
Đã chiếm lấy tình yêu và trái tim tôi
Ôi quê hương tôi, ôi quê hương tôi, ôi quê hương tôi
Đã chiếm lấy tình yêu và trái tim tôi
Ôi Ai Cập, người mẹ của các quốc gia
Người là hy vọng và khát khao của tôi
Và trên tất cả mọi người dân
Sông Nile mang trong mình vô số ân sủng
Điệp khúc
Ôi Ai Cập – viên ngọc đáng quý nhất
Một ngọn lửa trên chân mày của sự vĩnh cửu
Mong sao quê hương này được tự do muôn đời
Được bảo vệ bởi mọi kẻ thù
Điệp khúc
Ôi Ai Cập, vĩ đại thay những người con
Là những người cận vệ trung thành của chiếc dây cương
Dù trong chiến tranh hay hoà bình
Chúng ta sẽ xả thân vì Người, quê hương ơi
Điệp khúc